# Gouverneur K. Warren
Gouverneur Kemble Warren (8 janvier 1830-8 août 1882) est un ingénieur civil et un général dans l'Armée de l'Union lors de la guerre de Sécession. Il est surtout connu pour avoir organisé, à la dernière minute, la défense de Little Round Top pendant la bataille de Gettysburg et il est souvent appelé le « héros de Little Round Top ». Ses années de service en tant que commandant de corps et sa carrière militaire ont été ensuite réduites à néant après la bataille de Five Forks, quand Philip Sheridan le releva de son commandement, de façon injustifiée.

## Jeunesse

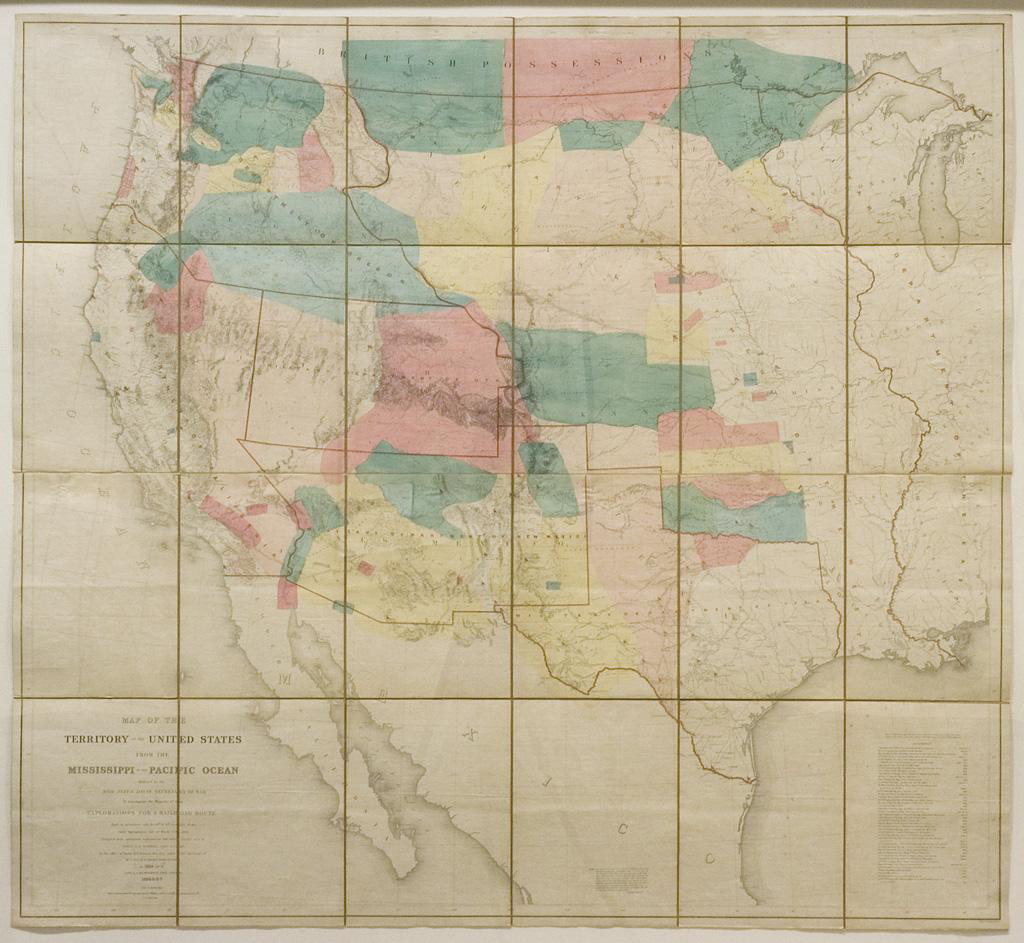
Warren, Freyhold, & von Egloffstein, Map of the Territory of the United States from the Mississippi to the Pacific Ocean, 1857

Gouverneur Kembl Warren est né à Cold Spring dans le comté de Putnam, dans l'État de New York. Ses prénoms lui viennent de Gouverneur Kemble (en), un membre influent du Congrès, diplomate et industriel. Warren entre à l'Académie militaire des États-Unis à l'âge de 16 ans, et en ressort en 1850, diplômé et second de sa classe sur 44 élèves-officiers ,. Il reçoit un brevet de sous-lieutenant dans le Corps des ingénieurs topographes. Dans les années suivantes, il cartographie une partie de la région du fleuve Mississippi, réalise des enquêtes cartographiques à la recherche de routes pour les chemins de fer transcontinentaux, et cartographie le trans-mississipi ouest. En 1855, il participe à son premier combat, lors de la bataille de Ash Hollow menée par William S. Harney dans le Territoire du Nebraska, où il sert en tant qu'ingénieur,.
Il poursuit ensuite ses enquêtes pour les chemins de fer transcontinentaux, établissant ainsi la première carte à l'ouest du Mississippi en 1857. Ce travail exige de lui de vastes explorations de l'immense Territoire du Nebraska, qui comprend aujourd'hui le Nebraska, le Dakota du Nord, le Dakota du Sud, une partie du Montana, et une partie du Wyoming.
Il étudie notamment la Vallée de la Minnesota, une vallée qu'il juge beaucoup trop profonde, au vu du faible débit de cette rivière. À certains endroits, la vallée fait plus de 5 miles (8 km) de large et 250 pieds (80 m) de profondeur. Warren établit une théorie sur l'hydrologie de la région en 1868, attribuant la vaste gorge à un énorme fleuve qui draina le lac Agassiz, 11 700 à 9 400 années plus tôt. Après sa mort, ce grand fleuve fut nommé la rivière glaciaire Warren (en) en son honneur.
Son exploration approfondie du Nebraska et du Dakota le mène à découvrir diverses formes végétales. De fait, il est répertorié comme auteur en botanique.

## Guerre de Sécession
En 1861, lorsque la guerre éclate, Warren est lieutenant et enseigne les mathématiques à West Point, de l'autre côté de l'Hudson par rapport à sa ville natale. Il aide à constituer un régiment pour l'armée de l'Union et reçoit le grade de lieutenant-colonel du Ve corps de l'infanterie des Volontaires de New York le 4 mai 1861,. Le 10 juin, son régiment subit l'épreuve du feu à la bataille de Big Bethel, en Virginie, sans doute le premier engagement d'importance de la guerre de Sécession où il reste sur le champ de bataille pour récupérer le corps du lieutenant Greble. Le 10 septembre, il est promu colonel et reçoit le commandant de son régiment.
Pendant la campagne de la Péninsule de 1862, Warren commande son régiment à la bataille de Yorktown et assiste également le chef ingénieur (topographie) de l'Armée du Potomac, le brigadier-général Andrew A. Humphreys, en dirigeant des missions de reconnaissance et en réalisant des cartes détaillées des itinéraires appropriés pour la progression de l'armée jusqu'à la péninsule de Virginie. Il commande une brigade (la 3e brigade de la 2e division du Ve corps) lors de la bataille des Sept Jours. Warren est blessé au genou lors de la bataille de Gaines's Mill, mais il se refuse à être évacué du champ de bataille. Lors de la bataille de Malvern Hill, sa brigade arrête l'attaque d'une division confédérée. Il commande notamment sa brigade à la seconde bataille de Bull Run, subissant de lourdes pertes dans une héroïque résistance face à un assaut ennemi à la supériorité numérique écrasante, et à la bataille d'Antietam, où le Ve corps, tenu en réserve, ne participe pas au combat.

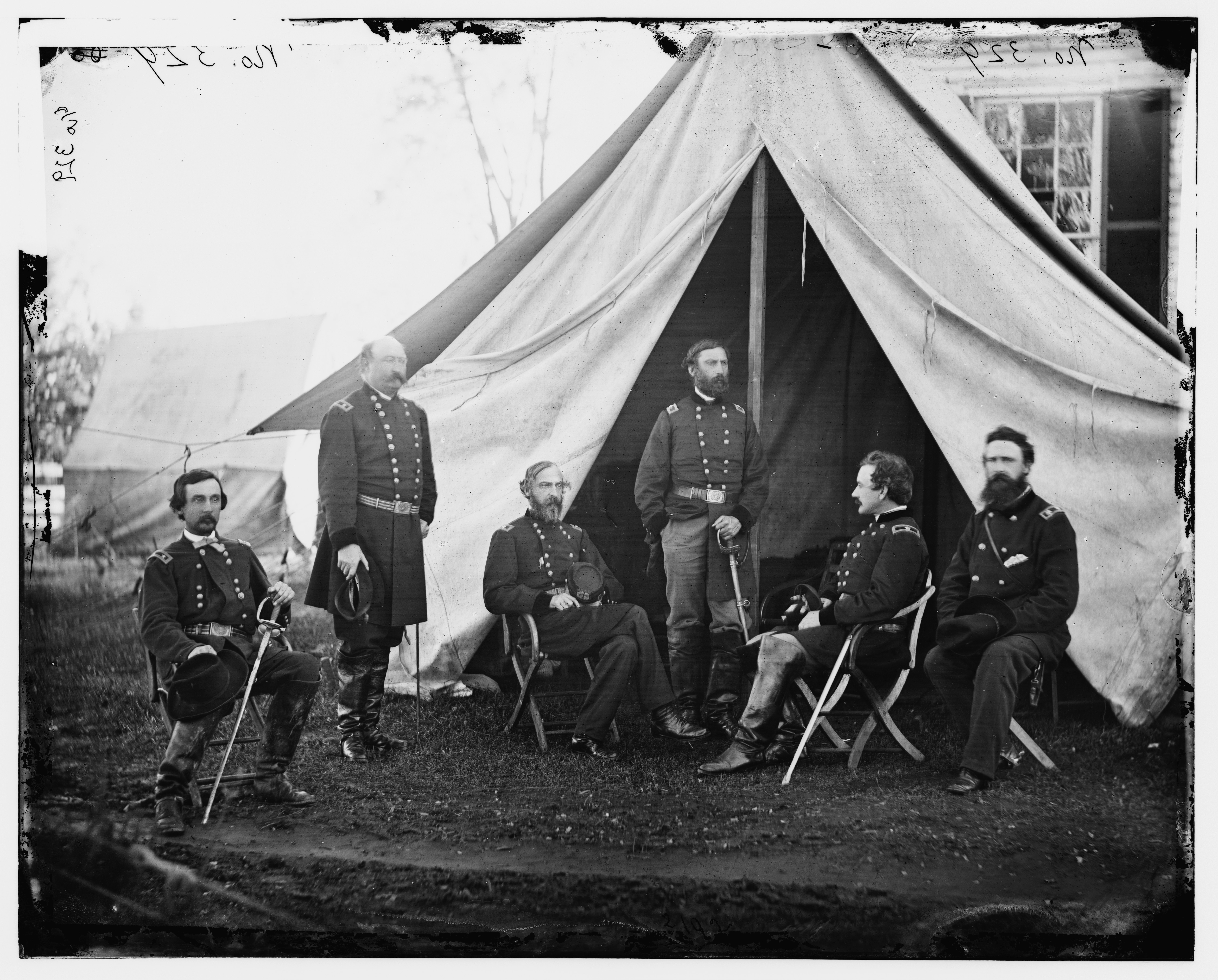
Commandants de l'Armée du Potomac, Gouverneur K. Warren, William H. French, George Meade, Henry J. Hunt, Andrew A. Humphreys et George Sykes en septembre 1863.

Warren est promu au grade de brigadier-général le 26 septembre 1862, et sa brigade participe à la bataille de Fredericksburg en décembre. En février 1863, lorsque le major-général Joseph Hooker réorganise l'Armée du Potomac, il prend Warren comme chef ingénieur topographe, puis ingénieur en chef. À ce titre, Warren est félicité pour ses actions lors de la bataille de Chancellorsville.
Au début de la campagne de Gettysburg, alors que le général confédéré Robert Lee commence à envahir de la Pennsylvanie, Warren conseille Hooker sur les routes que l'armée devrait prendre pour poursuivre l'armée de Lee. Le deuxième jour de la bataille de Gettysburg, le 2 juillet 1863, Warren met en place la défense de Little Round Top, reconnaissant l'importance de cette position sur le flanc gauche sans défense de l'armée de l'Union, et de sa propre initiative, prend la direction de la brigade du colonel Strong Vincent pour y prendre position quelques minutes seulement avant que les confédérés y lancent leur attaque. Warren subit de légères blessures au cou lors de l'assaut confédéré. Ayant observé un vide dans les positions de l'Union sur Little Round Top, il persuade le général Sykes de le combler avec de l'artillerie et deux brigades pour s'assurer de tenir le terrain.
Promu au grade de major-général après Gettysburg (le 8 août 1863), Warren prend le commandement du IIe Corps, d'août 1863 jusqu'au mois de mars 1864, assurant ainsi le remplacement du major-général Winfield S. Hancock, blessé. Warren se distingue à nouveau à la bataille de Bristoe Station où il repousse les troupes d'A.P. Hill, et en conséquence, il reçoit le 13 mars 1865 le brevet de major-général de l'armée régulière. Pendant la campagne de Mine Run, le corps d'armée de Warren reçoit pour mission d'attaquer l'armée de Lee, mais Warren devine que Lee lui tend un piège et refuse d'exécuter l'ordre du commandant de l'Armée, le major-général George Meade. D'abord en colère contre Warren et son refus, Meade finit par reconnaître qu'il avait raison. Après le retour de Hancock de son congé de maladie, au printemps 1864, et à la suite de la réorganisation de l'Armée du Potomac, Warren reçoit le commandement du Ve Corps. Il assume ce commandement pendant la campagne Overland, au siège de Petersburg et pendant la campagne d'Appomattox.
Au cours de ces campagnes de Virginie, Warren se forge la réputation d'apporter sa vision d'ingénieur topographe, notamment par la réflexion et la prudence, dans sa façon d'appréhender le rôle de commandant de corps d'infanterie. Du 18 au 20 août 1864, il remporte la bataille de Globe Tavern, coupant la Weldon Railroad, une voie d'approvisionnement vitale de Petersburg. Il remporte également un succès limité à la bataille de Peebles's Farm, en septembre 1864, provoquant ainsi le déplacement d'une partie de la ligne de défense confédérée assurant, sur la route Boydton Plank, la protection du transport de ravitaillement vers Petersburg.
Le comportement belliqueux du major-général Philip Sheridan, l'un des principaux subordonnés du lieutenant-général Ulysses S. Grant, s'accommode mal de la façon de commander de Warren, qui privilégie la temporisation et la prudence. Sheridan est peu satisfait des performances de Warren, lui reprochant avec colère d'avoir encombré les routes avec son Corps d'armée, après la bataille de la Wilderness, et sa prudence au cours du siège de Petersburg. Au début de la campagne d'Appomattox, Sheridan demande que le VIe Corps soit affecté à la poursuite de l'armée de Lee, mais Grant maintient que le Ve Corps est mieux placé pour le faire. Il donne néanmoins à Sheridan la permission écrite de relever Warren de son commandement s'il estime que c'est justifié par « le bien du service ».
Grant écrivit plus tard dans ses Mémoires :
« J'étais tellement mécontent des mouvements dilatoires de Warren lors de la bataille de White Oak Road (en), et de son échec à rejoindre Sheridan dans les temps, que j'ai craint fortement qu'au dernier moment, il fasse faux bond à Sheridan. C'était un homme à l'intelligence vive, d'une grande sincérité, à la compréhension rapide, et il pouvait prendre position aussi rapidement que n'importe quel officier, dans les circonstances difficiles où il a été contraint d'agir. Mais, j'avais précédemment découvert un défaut qui a été hors de son contrôle, qui a été très préjudiciable à son utilité dans les situations d'urgences comme celle-là. Il pouvait voir tous les dangers, d'un seul coup d'œil, bien avant qu'il les ait rencontrés. Il pouvait non seulement lancer des préparatifs afin de répondre aux dangers qui pouvaient se produire, mais en plus en informer son commandant sur ce que les autres devaient faire, alors même qu'il exécutait son propre mouvement. »
Lors de la bataille de Five Forks, le 1er avril 1865, Sheridan enrage. Il pense que le Ve corps de Warren se déplace trop lentement pendant l'attaque et il le blâme pour ne pas avoir été auprès de ses troupes, à l'avant, lorsque lui-même y est arrivé. En fait, Warren assurait le commandement de ses troupes depuis l'arrière, conformément aux dispositions usuelles d'un commandant de corps. Lorsque des problèmes de positionnements apparurent au cours de la bataille, il envoya les membres de son état-major pour corriger le placement de ses troupes, et finalement se porta lui-même vers l'avant, afin de prendre personnellement le commandement de celles-ci. Le plan de bataille initial monté par Sheridan reposait sur des erreurs de renseignements concernant les positions confédérées ainsi que sur des cartes erronées, et la bataille débuta dans la confusion. Les propres troupes de Sheridan mirent elles aussi beaucoup de temps à rejoindre leurs positions.
L'attaque menée par le Ve corps, après la confusion initiale, permit vraisemblablement d'emporter cette bataille décisive de Five Forks. Néanmoins, Sheridan releva Warren de son commandement. Il est ensuite affecté à la défense de Petersburg, puis assure brièvement le commandement du département du Mississippi.

## Après-guerre
Humilié par Sheridan et en signe de protestation, Warren démissionne le 27 mai 1865 de sa commission de major-général des volontaires, rétrogradant ainsi au rang de major du corps du Génie. Pendant dix-sept ans, il sert comme ingénieur, participant à la construction de voies ferrées, notamment le long du fleuve Mississippi, et atteint le grade de lieutenant-colonel en 1879. Mais sa carrière pleine de promesses au lendemain de Gettysburg est gravement affectée. Tentant de se disculper, il demande avec insistance à comparaître devant une commission d'enquête. Nombre de ses demandes sont ignorées ou refusées jusqu'à ce que Ulysses S. Grant prenne sa retraite de la présidence. Le président Rutherford B. Hayes convoque en 1879 une commission d'enquête qui, après avoir entendu des douzaines de témoignages pendant plus de cent jours, constate que la mesure de relèvement de son commandement prise par Sheridan à l'encontre de Warren était injustifiée. Malheureusement pour Warren, ces résultats ne sont publiés qu'après sa mort.
Warren est mort à Newport (Rhode Island), et fut enterré, à sa demande, en civil et sans honneurs militaires. Ses dernières paroles furent: « Le drapeau ! Le drapeau ! »

## Mémorial

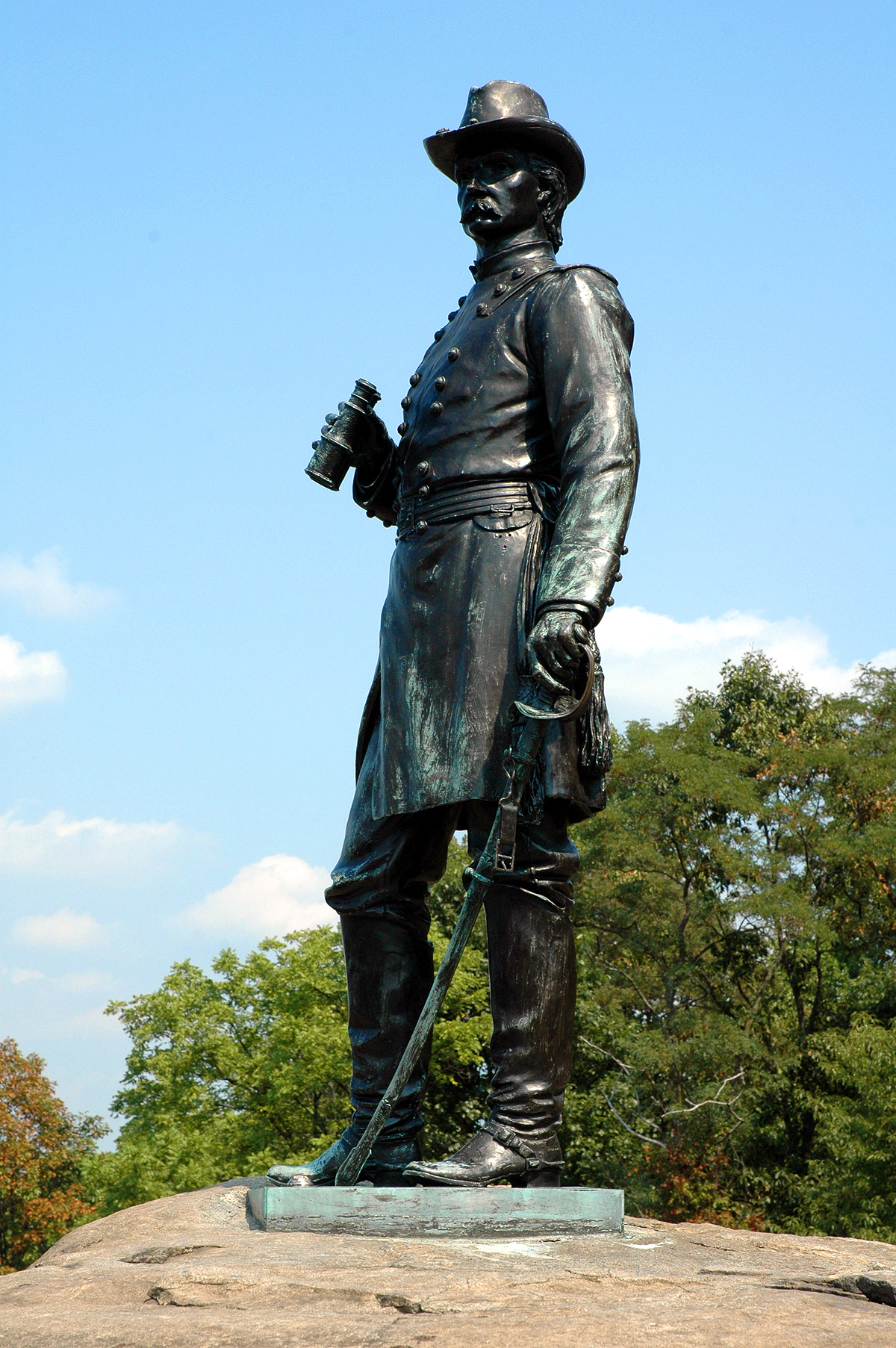
Statue de Warren sur Little Round Top au Gettysburg National Military Park.

Une statue de bronze représentant Gouverneur K. Warren a été placée sur Little Round Top au Gettysburg National Military Park, 20 ans après la fameuse bataille. Une autre statue de bronze, par Henry Baerer (en) (1837-1908), a été érigée sur le Grand Army Plaza de Brooklyn. Elle met en scène Warren, debout en uniforme avec des jumelles sur un piédestal de granit extrait à Little Round Top. Le prix GK Warren est décerné tous les quatre ans par l'Académie nationale des sciences. Il est financé par un don de sa fille, Mlle B. Emily Warren, en mémoire de son père.